# Matriz de micrófonos
Una matriz de micrófonos es un grupo de micrófonos que operan de forma conjunta. A cada micrófono, el sonido le llegará en instantes diferentes, de forma que, se puede calcular de dónde viene la fuente de sonido si se tiene en cuenta este desfase entre las señales que captan los micrófonos. Pero no solo se puede calcular si el sonido viene de un lado o de otro, también se puede determinar aproximadamente su procedencia.

## Aplicaciones
Tienen muchas aplicaciones: 
- Sistemas para separar la señal de voz de la de ruido ambiental (empleada sobre todo en teléfonos, sistemas de reconocimiento de voz, ayuda a la escucha).
- Sonido envolvente y tecnologías relacionadas.
- Grabación binaural.
- Localización de objetos por sonido: localización de fuentes acústicas, p. ej., uso militar para localizar la(s) fuente(s) de fuego de artillería. Ubicación y seguimiento de aeronaves.
- Grabaciones originales en alta fidelidad.
- Control de Ruido Ambiental.[2]

Típicamente, un array está compuesto de micrófonos omnidirecionales, micrófonos direccionales, o una mezcla de ambos, distribuidos por el perímetro de una superficie (arrays unidimensionales), por la propia superficie (arrays bidimensionales) o por un volumen (arrays tridimensionales), unidos a un ordenador que registra e interpreta los resultados a una forma coherente. Los arrays también pueden formarse utilizando un conjunto de micrófonos colocados muy juntos entre sí, con un espaciado entre ellos muy pequeño. Dado un espaciado fijo entre los sensores individuales del array, procesados digitales (DSP- Digital Signal Processing) simultáneos de las señales recibidas por cada micrófono individual pueden crear uno o varios micrófonos "virtuales". Diferentes algoritmos permiten la creacicón de micrófonos virtuales con patrones polares de radiación virtuales extremadamente complejos, e incluso el direccionamiento de lóbulos individuales de los patrones virtuales de radiación, o rechazar fuentes de sonido particulares. El uso de estos algoritmos puede variar los niveles de precisión del array en el cálculo de la localización y el nivel de la fuente acústica, y por ese motivo hay que prestar especial atención al decidir el comportamiento de los lóbulos individuales de los micrófonos virtuales.
En caso de que el array esté compuesto de micrófonos omnidireccionales, este puede recibir sonidos de todas las direcciones, de forma que las señales eléctricas a la salida de los micrófonos contienen información acerca de sonidos provenientes de todas las direcciones. El procesado conjunto de estos sonidos permite seleccionar sonidos provenientes de una cierta dirección espacial. De esta forma, los arrays de micrófonos selecionan el sonido proveniente de una dirección específica mediante el procesado de señales multicanal. 
Una matriz de 1020 micrófonos, la más grande del mundo hasta el 21 de agosto de 2014, fue construida por investigadores del Laboratorio de Inteligencia Artificial y Ciencias de la Computación del MIT.
Actualmente, la matriz de micrófonos más grande del mundo la construyó Sorama, una compañía de ingeniería acústica con base en Holanda, en agosto de 2014. Su dispositivo contiene 4096 micrófonos.
Un dispositivo que tiene una matriz de micrófonos es la Kinect.

## Micrófono Soundfield
El sistema de micrófonos soundfield es un ejemplo bien establecido del uso de matrices de micrófonos para la grabación de sonidos profesional.